# 六四事件中的西藏自治区
1989年春夏之交，中华人民共和国爆发全国性抗议运动，史称六四事件或八九民运，中国官方称1989年春夏之交的政治风波。期间西藏自治区也有抗议、游行及其他政治表达行为。这些活动多由学生、教师主导，并集中在拉萨。由于在八九民运在4月15日爆发之前，3月拉萨曾发生要求西藏独立的抗议和骚乱，因此拉萨在整个运动期间为戒严状态，总体而言与北京和全国其他各地的响应相比并没那么强烈。

## 经过
5月17日，有人在西藏大学贴出几份大字报，声援北京学生，讽刺中国领导人。西藏大學有師生上街遊行，聲援北京絕食學生，西藏自治区區委副書記等與學生进行了對話。5月18日上午，西藏大学有400名師生继续上街游行声援北京。
5月19日上午8时，西藏大学约四百余名学生打着“西藏大学声援团”、“坚决声援北京各大高校的绝食请愿运动”等横幅上街游行。武警一千余人分三路分别在西藏自治区教体委、拉萨市委、河坝林十字路用人墙组成了劝阻线，将游行学生阻在西藏自治区教体委门前。学生向围观群众散发了传单。十一时二十分，游行学生退到河坝林十字路口时，该校部分教师打着“西藏大学部分青年教师声援团”的横幅参加到学生游行队伍中。在游行的学生中还发现有一幅“拉萨晚报部分新闻工作者声援”的横幅。自治区体校约二十余名学生和拉萨一中部分教师和少数学生也打着“声援北京学生绝食请愿”的横幅，参加到西藏大学游行学生队伍中。
下午13时15分，游行队伍强行冲击劝阻线，公安指“有的围观者起哄，和学生一道推搡执勤武警，个别人还向干警投掷石块，反而叫嚷“武警打人””。现场秩序混乱。混乱中，约二百多人冲破劝阻线，沿金珠路、青年路游行至自治区党委和政府门前，高呼“打击官僚”“清除腐败”“反对以权谋私”“拥护共产党” “维护祖国统一”“多吉才让出来”等口号。经广播宣传国务院戒严令和西藏自治区人民政府令，并经自治区党政领导出面交涉谈判，参加游行的学生和教职工于16时15分返回校园。
北京宣布戒嚴後，5月20日，西藏自治區政府致電中共中央，擁護李鵬、楊尙昆在北京市黨政軍大會上的講話。

## 另見
- 六四事件
- 1989年中華人民共和國抗議地區列表